# Een meisje van 16
Een meisje van 16 is een nummer van Boudewijn de Groot, dat in oktober 1965 op single verscheen. Het werd de eerste hit van de zanger. 

## Ontstaan
Oorspronkelijk is het een chanson van Charles Aznavour (Une enfant), vertaald door Lennaert Nijgh. Vertaling en arrangement zijn echter gebaseerd op de versie van de Engelse zanger Noel Harrison, die het nummer van Aznavour uitbracht onder de titel A Young Girl (of 16) in een vertaling van Oscar Brown Jr. Deze versie werd ook gezongen door het zangduo Peter & Gordon.
Op de B-kant van de single staat De eeuwige soldaat, een vertaling van het protestlied Universal Soldier, van Buffy Sainte-Marie, bekend geworden in de versie van Donovan.

## Hitnotering

### Nederlandse Top 40
Een grote hit werd het niet, maar het stond wel dertien weken in de hitparade.
| Positie: | 35 | - | - | - | 40 | 37 | 29 | 28 | 28 | 28 | 29 | 23 | 26 | 30 | 27 | 33 | uit |

### NPO Radio 2 Top 2000
| Nummer met noteringen in de NPO Radio 2 Top 2000 | '99 | '00 | '01 | '02 | '03 | '04 | '05 | '06 | '07 | '08 | '09 | '10 | '11 | '12 | '13 | '14  | '15  | '16  | '17  | '18  | '19  | '20  | '21  | '22  | '23  | '24  |
| ------------------------------------------------ | --- | --- | --- | --- | --- | --- | --- | --- | --- | --- | --- | --- | --- | --- | --- | ---- | ---- | ---- | ---- | ---- | ---- | ---- | ---- | ---- | ---- | ---- |
| Een meisje van 16                                | 371 | 333 | 478 | 316 | 310 | 333 | 346 | 413 | 480 | 372 | 705 | 714 | 858 | 733 | 980 | 1380 | 1767 | 1578 | 1789 | 1610 | 1500 | 1669 | 1674 | 1661 | 1790 | 1863 |

1. ↑  Een vetgedrukt getal geeft de hoogste notering aan.

## Covers
- In 2007 wordt het nummer gezongen door de Nederlands-Marokkaanse acteur/zanger Mimoun Ouled Radi in de film Kicks.
- Ook The Nits hebben het opgenomen, ditmaal voor het album Als de rook is verdwenen... ter ere van Boudewijn de Groots vijftigste verjaardag in 1994.